# Casaluce
Casaluce là một đô thị ở tỉnh Caserta trong vùng Campania của Ý, có vị trí cách khoảng 20 km về phía bắc của Napoli và khoảng 13 km về phía tây nam của Caserta. Tại thời điểm ngày 31 tháng 12 năm 2004, đô thị này có dân số 9.782 người và diện tích là 9,4 km².
Casaluce giáp các đô thị: Aversa, Frignano, San Tammaro, Santa Maria Capua Vetere, Teverola.

## Collegamenti Esterni
[http://www.santuariodicasaluce.it, Santuario di Casaluce]
Bản mẫu:Provincia di Caserta